# Mistrzostwa Azji we Wspinaczce Sportowej 2019
Mistrzostwa Azji we Wspinaczce Sportowej 2019 – 27. edycja Mistrzostw Azji we wspinaczce sportowej, która odbyła się w dniach 6–10 listopada 2019 w indonezyjskim Bogorze. W klasyfikacji medalowej zwyciężyli gospodarze organizujące  mistrzostwa Azji, zdobywając łącznie 11 medali (w tym 5 złotych oraz po 3 srebrne i brązowe).

## Konkurencje
Mężczyźni
- bouldering, prowadzenie, wspinaczka łączna, na czas oraz wspinaczka na czas indywidualnie i zespołowo w sztafecie,

Kobiety
- bouldering, prowadzenie, wspinaczka łączna, na czas oraz wspinaczka na czas indywidualnie i zespołowo w sztafecie.

## Medaliści
| Konkurencja                    | Złoto                                                               | Srebro                                                              | Brąz                                                                    |
| ------------------------------ | ------------------------------------------------------------------- | ------------------------------------------------------------------- | ----------------------------------------------------------------------- |
| Mężczyźni                      |                                                                     |                                                                     |                                                                         |
| bouldering.                    | Japonia · Katsura Konishi                                           | Japonia · Kokoro Fujii                                              | Japonia · Rei Kawamata                                                  |
| prowadzenie.                   | Japonia · Kokoro Fujii                                              | Japonia · Shuta Tanaka                                              | Japonia · Taisei Honma                                                  |
| wsp. na czas.                  | Indonezja · Veddriq Leonardo                                        | Indonezja · Kiromal Katibin                                         | Indonezja · Rahmad Adi Mulyono                                          |
| wspinaczka łączna.             | Japonia · Kokoro Fujii                                              | Japonia · Yoshiyuki Ogata                                           | Japonia · Yuta Imaizumi                                                 |
| sztafeta – wspinaczka na czas. | Indonezja · Sabri · Rahmad Adi Mulyono · Fatchur Roji               | Indonezja · Kiromal Katibin · Veddriq Leonardo · Zaenal Aripin      | Kazachstan · Amir Maimuratow · Riszat Chajbullin · Roman Kostjukow      |
| Kobiety                        |                                                                     |                                                                     |                                                                         |
| bouldering.                    | Korea Południowa · Seo Chae-hyun                                    | Japonia · Nanako Kura                                               | Chińskie Tajpej · Lee Hung-ying                                         |
| prowadzenie.                   | Korea Południowa · Seo Chae-hyun                                    | Japonia · Nanako Kura                                               | Indonezja · Ragil Rakasiwi Kharisma                                     |
| wsp. na czas.                  | Indonezja · Nurul Iqamah                                            | Chiny · Tian Peiyang                                                | Indonezja · Rajiah Sallsabillah                                         |
| wspinaczka łączna.             | Indonezja · Nurul Iqamah                                            | Japonia · Nanako Kura                                               | Chińskie Tajpej · Lee Hung-ying                                         |
| sztafeta – wspinaczka na czas  | Indonezja · Nurul Iqamah · Rajiah Sallsabillah · Amanda Narda Mutia | Indonezja · Dhorifatus Syafi'iyah · Mudji Mulyani · Berthdigna Devi | Kazachstan · Assel Marienowa · Tamara Ułżabajewa · Margarita Agambajewa |

## Klasyfikacja medalowa
* Gospodarz zawodów został zaznaczony tym kolorem.
|                   |                   |    |    |    |    |  |  |  |  |
| 1                 | Indonezja         | 5  | 3  | 3  | 11 |  |  |  |  |
| 2                 | Japonia           | 3  | 6  | 3  | 12 |  |  |  |  |
| 3                 | Korea Południowa  | 2  | 0  | 0  | 2  |  |  |  |  |
| 4                 | Chiny             | 0  | 1  | 0  | 1  |  |  |  |  |
| 5                 | Chińskie Tajpej   | 0  | 0  | 2  | 2  |  |  |  |  |
| 5                 | Kazachstan        | 0  | 0  | 2  | 2  |  |  |  |  |
| Ogółem (4 państw) | Ogółem (4 państw) | 10 | 10 | 10 | 30 |  |  |  |  |

Źródła: